# William Livingston

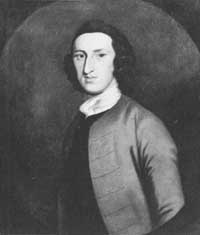
William Livingston

William G. Livingston (* 30. November 1723 in Albany, Provinz New York; † 25. Juli 1790 in Elizabeth, New Jersey) war der erste Gouverneur von New Jersey während der Amerikanischen Revolution und einer der Unterzeichner der Verfassung der Vereinigten Staaten.

## Leben
William Livingston wuchs bei seiner Großmutter mütterlicherseits auf, ehe er sich mit 14 Jahren zu einer Karriere in der Rechtsprechung entschied. Nachdem er seine Ausbildung an der Yale University 1741 abgeschlossen hatte, wurde er 1748 in den Anwaltsstand erhoben und begann in New York als Anwalt zu praktizieren. 1760 heiratete er und zog nach Elizabethtown. Von Juli 1774 bis Juni 1776 war er Mitglied des Ersten Kontinentalkongress. Im September 1776 erhielt er den Auftrag, die Milizen zum Schutz der Kolonien zu führen. Im selben Jahr wurde er der erste Gouverneur von New Jersey. 1782 wurde er in die American Academy of Arts and Sciences gewählt. Er behielt sein Amt als Gouverneur bis zu seinem Tod 1790 inne.